# Deadache (cântec)
Deadache este un cântec al trupei Lordi.

## Lista cântecelor
1. Deadache – 03:28
2. Where's The Dragon – 02:59